# Wawrzęcice
Wawrzęcice (deutsch Lorzendorf) ist ein Dorf in Niederschlesien. Der Ort liegt in der Landgemeinde Wiązów im Powiat Strzeliński in der polnischen Woiwodschaft Niederschlesien.

## Geographie

### Geographische Lage
Das Straßendorf Wawrzęcice liegt fünf Kilometer nordwestlich vom Gemeindesitz Wiązów (Wansen), ca. 12 Kilometer nordöstlich von der Kreisstadt Strzelin (Strehlen) und rund 38 Kilometer südöstlich der Woiwodschaftshauptstadt Breslau. Der Ort liegt in der Nizina Śląska (Schlesische Tiefebene) innerhalb der Równina Wrocławska (Breslauer Ebene).

### Nachbarorte
Nachbarorte von Wawrzęcice sind im Nordwesten Grodzieszowice (Graduschwitz), im Nordosten Ośno (Krausenau), im Osten Gułów (Gaulau), im Süden Brożec (Brosewitz) und im Südwesten Trześnia (Birkkretscham).

## Geschichte
Der Ort wurde 1315 erstmals als Wawrencycz erwähnt. Eine weitere Erwähnung erfolgte 1340 als Lorenzendorf .
Nach dem Ersten Schlesischen Krieg 1742 fiel Lorzendorf zusammen mit dem größten Teil Schlesiens an Preußen. 1783 zählte der Ort ein Vorwerk, eine Mühle, sechs Bauern- und 20 andere Stellen sowie 180 Einwohner.
Nach der Neugliederung Preußens gehörte die Landgemeinde Lorzendorf ab 1815 zur Provinz Schlesien und war ab 1816 dem Landkreis Ohlau eingegliedert. 1874 wurde der Amtsbezirk Lorzendorf gegründet, welcher die Landgemeinden Brosewitz, Chursangwitz, Graduschwitz und Lorzendorf und die Gutsbezirken Chursangwitz und Lorzendorf umfasste. 1885 zählte der Ort 164 Einwohner.
1933 zählte Lorzendorf 236, 1939 wiederum 233 Einwohner. Bis 1945 befand sich der Ort im Landkreis Ohlau.
Als Folge des Zweiten Weltkriegs fiel Lorzendorf wie fast ganz Schlesien 1945 an Polen, wurde in Wawrzęcice umbenannt und der Woiwodschaft Breslau angegliedert. Die deutsche Bevölkerung wurde, soweit sie nicht vorher geflohen war, weitgehend vertrieben. Die neu angesiedelten Bewohner waren zum Teil Heimatvertriebene aus Ostpolen. 1999 kam der Ort zum Powiat Strzeliński in der Woiwodschaft Niederschlesien.

## Sehenswürdigkeiten
- Denkmal für die Gefallenen des Ersten Weltkriegs